# Paraxionice artifex
Paraxionice artifex är en ringmaskart som beskrevs av Fauchald 1972. Paraxionice artifex ingår i släktet Paraxionice och familjen Terebellidae. Inga underarter finns listade i Catalogue of Life.